# Лютарі

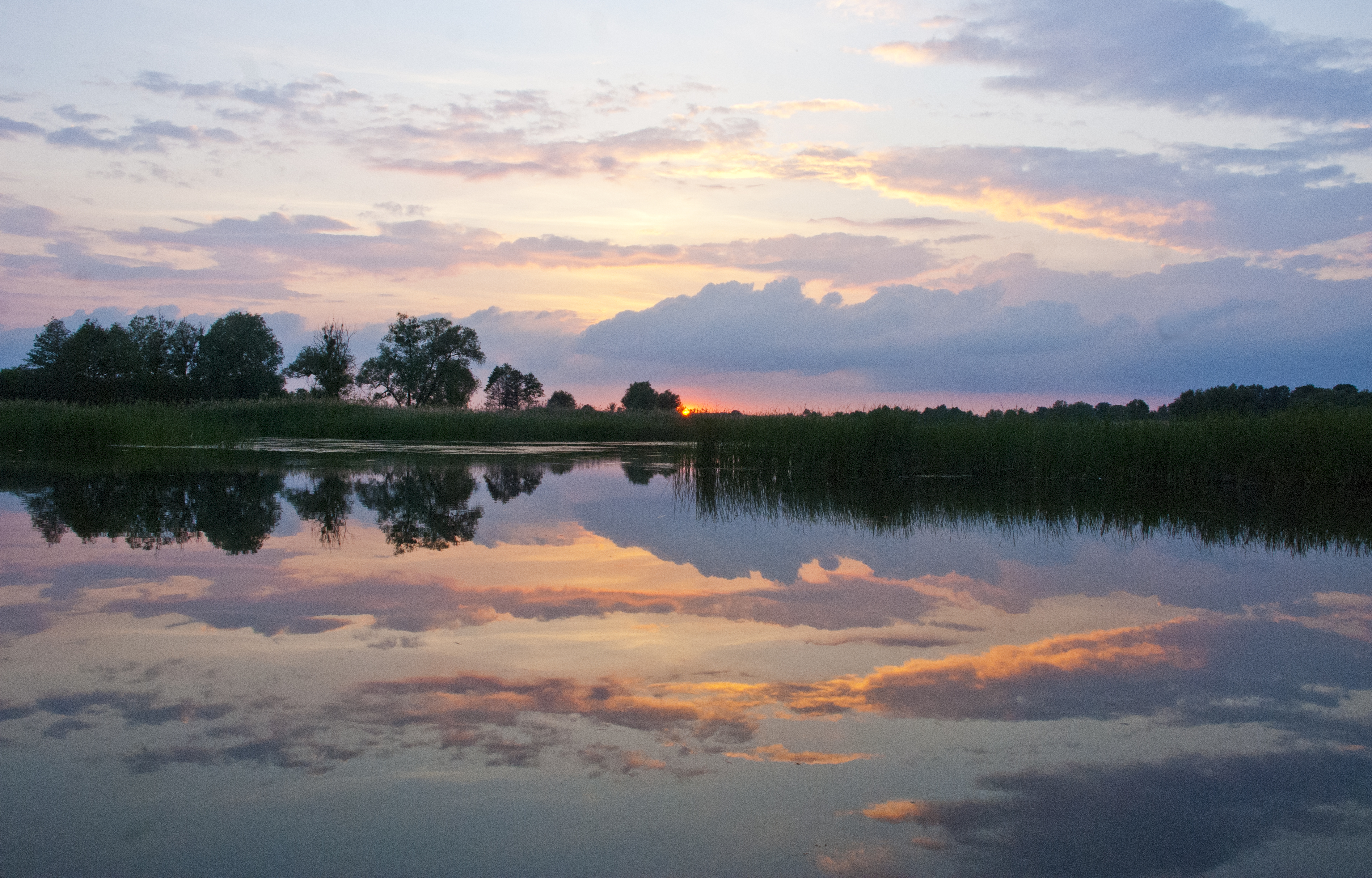
«Саварка», село Лютарі, ріка Рось

Лютарі́ — село в Україні, у Обухівському районі Київської області. Населення становить 127 осіб.